# 8255 Masiero
A 8255 Masiero (ideiglenes jelöléssel (8255) 1981 EZ18) a Naprendszer kisbolygóövében található aszteroida. Schelte J. Bus fedezte fel 1981. március 2-án.